# Heinkel He 60
Heinkel He 60 byl německý jednomotorový dvouplošný dvoumístný plovákový průzkumný letoun, schopný startu z katapultu a určený pro operace z pobřežních základen Luftwaffe či válečných lodí Kriegsmarine.

## Vývoj
He 60 byl zkonstruován v roce 1932 na objednávku Reichsverkehrsministeria, které požadovalo dvouplošný průzkumný letoun s dvoučlennou posádkou. První prototyp bez výzbroje He 60a (civilní registrace D-2325), který poháněl dvanáctiválcový vidlicový motor typu BMW VI 6,0 ZU o výkonu 485 kW, byl zalétán počátkem roku 1933.

Druhý prototyp, označený He 60b (či He 60 V2, civilní registrace D-IHOH), poháněl výkonnější motor BMW VI 7,3 o vzletovém výkonu 551 kW. Třetí prototyp He 60 V3 (či He 60c, imatrikulace D-IROL) byl jako první vybaven závěsnými body pro starty z katapultu. Od dubna 1934 byl zkoušen v Travemünde.
První ze čtrnácti předsériových kusů He 60A obdržela Luftwaffe v létě 1933. Letouny této verze byly opět poháněny motorem BMW VI 6,0, byly neozbrojené a určené k výcviku ve školách dopravních pilotů.
Varianta He 60B vznikla v roce 1934 jediném kuse (D-IPZI). Byl u ní použit vidlicový čtyřtaktní dvanáctiválec Daimler-Benz DB 600A o výkonu 671 kW, který roztáčel čtyřlistou vrtuli. U dalších letounů se výrobce vrátil k původním motorům BMW VI.
Varianta He 60C vycházela z verze He 60A, jen již byla ozbrojena pohyblivým kulometem MG 15, který ovládal pozorovatel. První dva exempláře (D-ILRO a D-IXES) sloužily jako testovací stroje.
Z důvodů plného vytížení výrobních kapacit u Heinkelu ve Warnemünde, byla od roku 1935 výroba typu He 60 přesunuta do továren Arado a Weser Flugzeugbau. Protože byla posádkami kritizována slabá výzbroj letounu, od července roku 1936 navázala na tuto variantu verze He 60D z produkce Weser Flugzeugbau, u které přibyl pevný synchronizovaný kulomet MG 17 ráže 7,92 mm, zaměřovaný pilotem. Ten měl zásobu 1 000 nábojů.
Poslední verzí letounu bylo šest kusů He 60E, jinak identických s předchozí variantou, které byly dodány frankistům do Španělska. Celkem bylo vyrobeno 364 letounů tohoto typu. Společnost Heinkel se na produkci podílela třemi prototypy a 47 sériovými stroji, firmou Arado bylo vyrobeno 238 He 60 a firmou Weser Flugzeugbau 76 letounů.

## Konstrukce

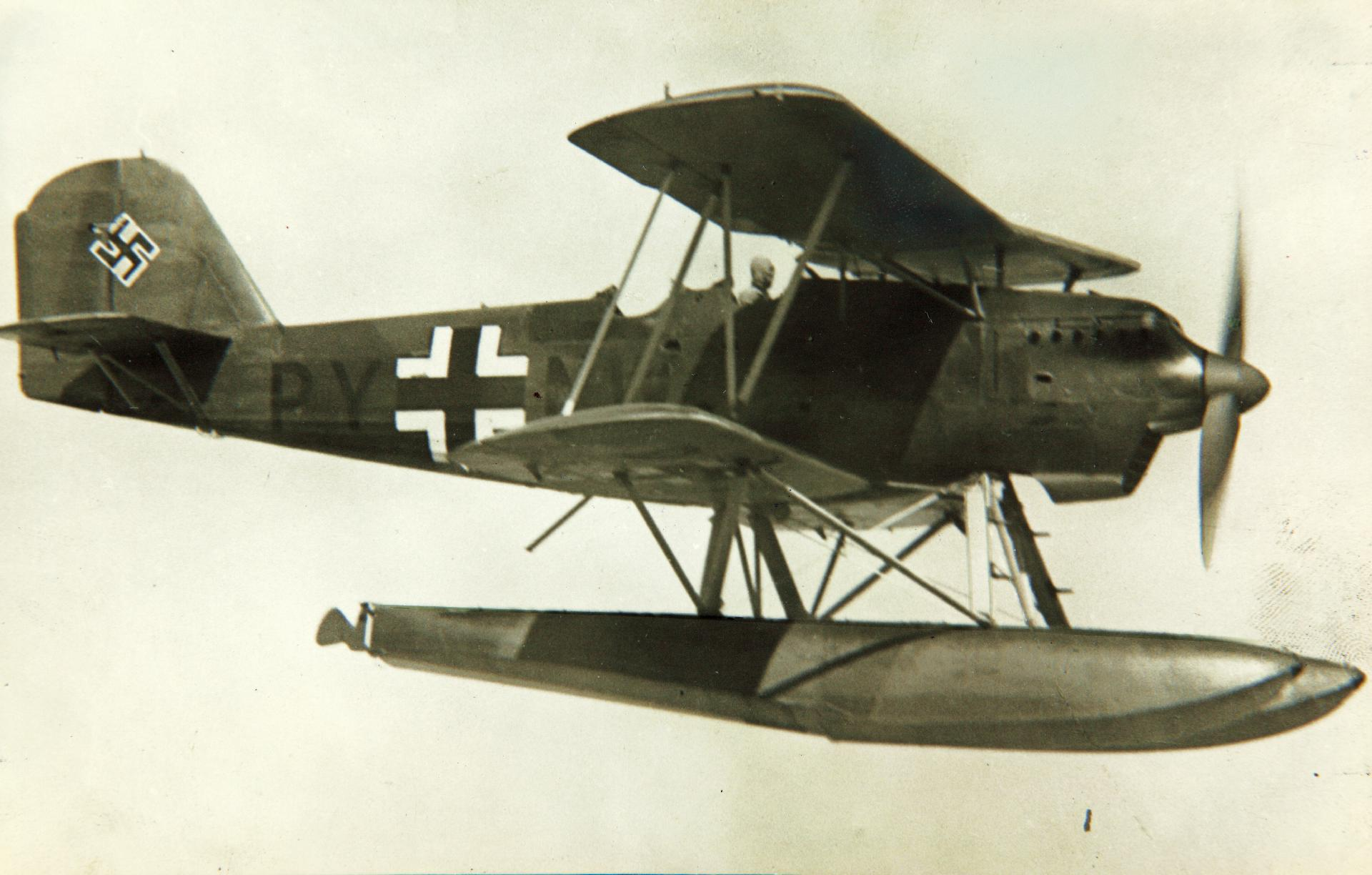
Heinkel He 60 za letu

Jednalo se o jednomotorový dvouplošník smíšené konstrukce. Trup tvořily ocelové trubky, jeho přední část byla potažena duralem a zadní plátnem. Křídla měla dřevěnou dvounosníkovou konstrukci a byla potažena plátnem. Horní křídlo nesla čtveřice vzpěr ve tvaru písmene N. Letoun nesl dvojici duralových plováků. Letoun poháněl řadový motor BMW VI 6,0 o výkonu 660 k, který roztáčel dvoulistou vrtuli.
Posádka letounu byla dvoučlenná. Na předním sedadle seděl pilot, za kterým bylo umístěno pracoviště pozorovatele. Pozorovatel mohl v boji letoun bránit pomocí pohyblivého kulometu typu MG 15 ráže 7,92 mm, který byl umístěn na oběžném kruhu. Zásoba munice byla 825 nábojů. Ten u verzí He 60D a He 60E doplňoval pevný synchronizovaný kulomet MG 17 ráže 7,92 mm. Letoun byl vybaven radiostanicí Telefunken FuG VII.

## Bojové nasazení
V červenci 1936 se letouny He 60C nacházely ve výzbroji 1./Kü.Fl.Gr. 106 v Listu, 1./Kü.Fl.Gr. 206 a 1./Kü.Fl.Gr. 306 v Nordeney. Koncem roku 1937 se změnilo označení Küstenfliegerstaffeln vyzbrojených He 60. 1./Kü.Fl.Gr. 106 na 1./Kü.Fl.Gr. 406, 1./Kü.Fl.Gr. 206 na 1./Kü.F.Gr. 106 a 1./Kü.Fl.Gr. 306 se přemístila do Dievenow jako 1./Kü.Fl.Gr. 506. Od října 1937 operovala s tímto typem také 1./Kü.Fl.Gr. 706 dislokovaná v Kielu-Holtenau. Rovněž palubní jednotky 1./Bordfliegergruppe 196 a 5./Bordfliegergruppe 196 používala He 60.

### Španělská občanská válka

Španělský Heinkel He 60 (60-4)

Španělsko používalo od roku 1937 šest kusů verze He 60E, které nasadilo ve španělské občanské válce v jednotce AS/88 Legie Condor, přičemž dva letouny byly v bojích o Málagu sestřeleny republikánskými stroji Polikarpov I-15. V březnu 1937 byly čtyři stroje předány Španělům, kteří pak vytvořili samostatnou námořní letku E-60. V listopadu 1938 byly po ztrátě dvou letounů předány zbylé stroje k jednotce 2-62-73. V únoru 1939 byly z Německa dodány dva stroje na doplnění a He 60 ve Španělsku pak byly vyřazeny až v roce 1948.
Když republikánské letectvo napadlo německý těžký křižník Deutschland, bylo odpovědí ostřelování republikány ovládaného města Almería, které provedla sesterská loď Deutschlandu, křižník Admiral Scheer. Během tohoto ostřelování řídil německou palbu právě hydroplán He 60 startující z paluby lodi Admiral Scheer.

### Druhá světová válka
Typ byl nasazen už počátku druhé světové války. Küstenfliegerstaffeln na pobřeží Severního moře disponovalo 54 letouny He 60, z nichž bylo 45 bojeschopných a na baltském pobřeží dalšími 27 letouny (21 bojeschopných). Byl používán především pro námořní průzkum, řízení palby válečných lodí a při kontrole námořní dopravy. Po skončení invaze do Polska byl typ přesunut ke školním útvarům, ale pro nedostatek jiných vhodných strojů (jeho nástupce Heinkel He 114 se nepodařil) byl opět vrácen do služby. Ještě v roce 1941 byly stroji He 60 částečně vyzbrojeny jednotky SAGr. 125, 126 a 127. Jednotka SAGr. 125 je používala v rámci Fligerführeru Ostsee na Baltu jako součást Luftflotte 1 proti Sovětskému svazu. SAGr. 126 typ používala ve Středomoří a nad Egejským mořem ještě v roce 1942. U obou jednotek byl letoun vyřazen v roce 1942. SAGr. 127 operovala rovněž na Baltu a letoun používala od října 1943 nad Finským zálivem. Zbytek letuschopných strojů dosloužil při pomocných úkolech.
V roce 1942 zakoupilo Bulharsko dva letouny He 60D, které sloužily společně s typy Arado Ar 196 A-3 a Heinkel He 24 v hydroplánové jednotce umístěné v Burgasu a Varně.

## Uživatelé
- Bulharské carství
- Německá říše
- Falangistické Španělsko

## Specifikace (He 60 C)

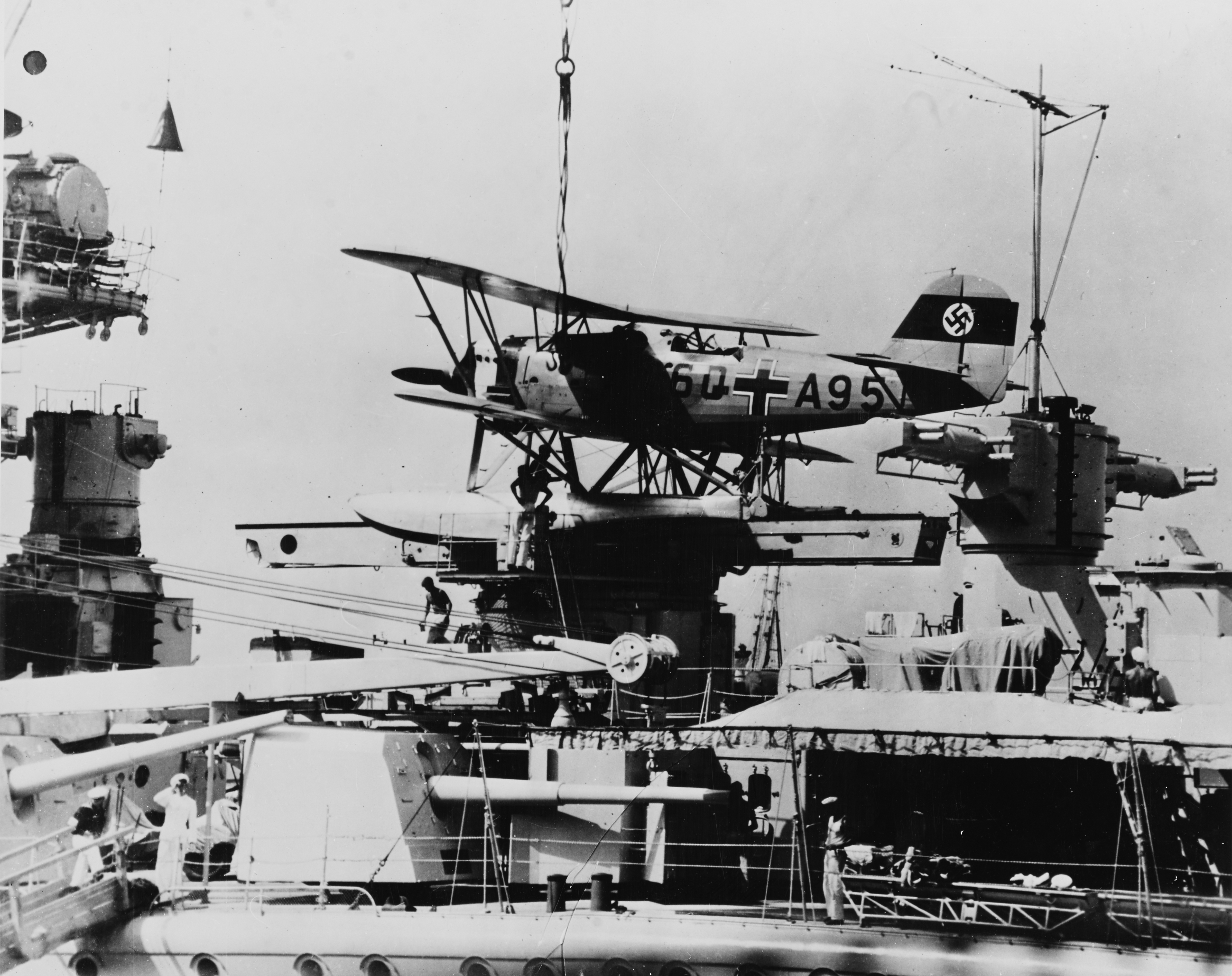
Heinkel He 60, křižník Admiral Scheer, 1936

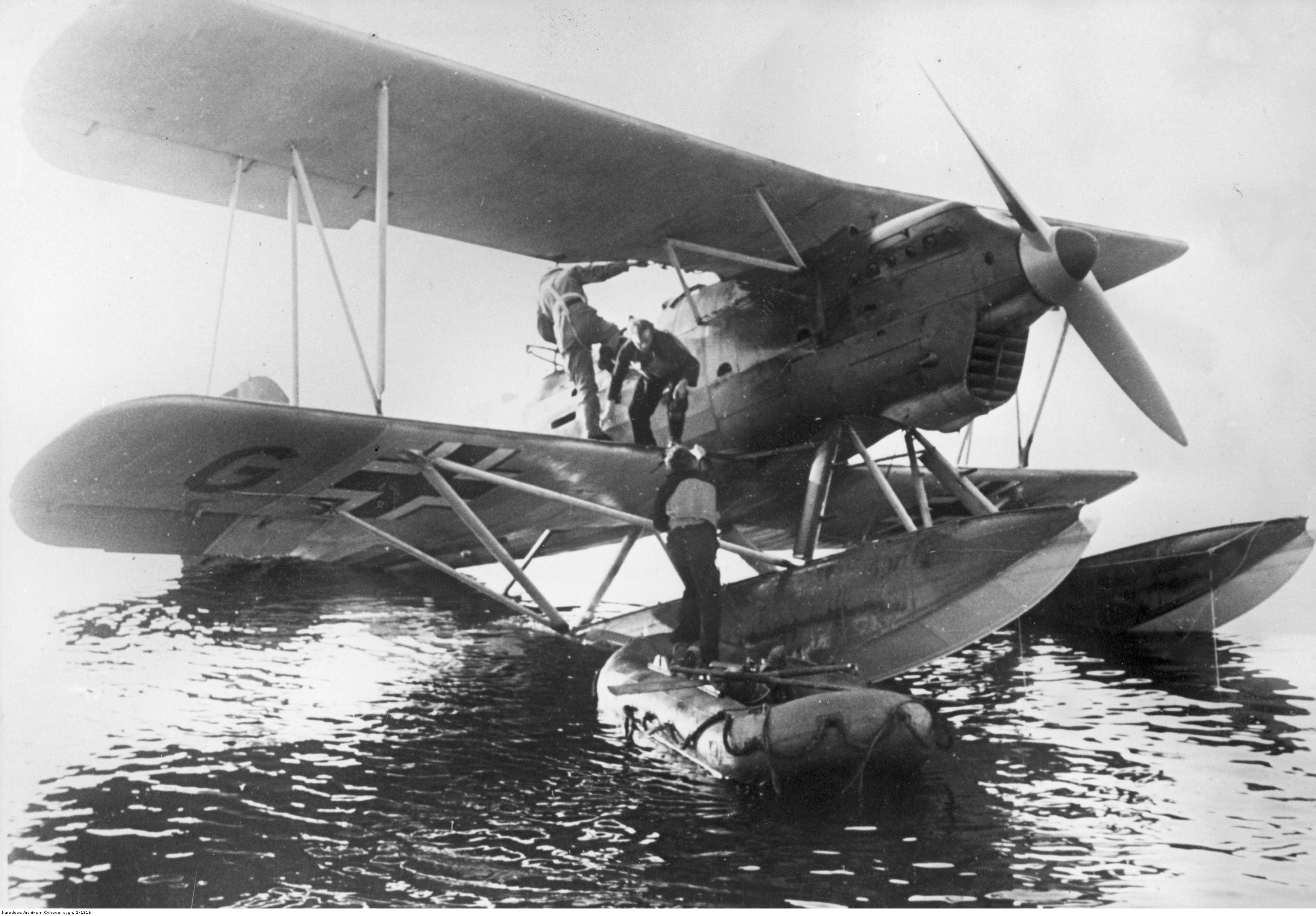
Heinkel He 60

Údaje podle

### Technické údaje
- Osádka:
- Rozpětí:
  - Horní křídlo: 13,50 m
  - Spodní křídlo: 12,40 m
- Délka: 11,50 m
- Výška: 5,30 m
- Hmotnost prázdného letounu: 2725 kg
- Max. vzletová hmotnost: 3425 kg
- Pohonná jednotka: 1 × kapalinou chlazený invertní vidlicový dvanáctiválec BMW VI 6,0 ZU
- Vzletový výkon motoru: 485 kW

### Výkony
- Maximální rychlost nad mořem: 240 km/h
  - Maximální rychlost ve výšce 2000 m: 207 km/h
- Cestovní rychlost: 215 km/h
- Dostup: 5000 m
- Dolet: 825 km

### Výzbroj
- 1× pohyblivý kulomet MG 15 ráže 7,92 mm
- 1 × pevný synchronizovaný kulomet MG 17 ráže 7,92 mm (u verze He 60D a He 60E)
- 120 kg pum (12× 10 kg)